# Minh Hóa
Minh Hóa là một huyện miền núi biên giới nằm ở phía tây tỉnh Quảng Bình, Việt Nam.

## Địa lý
Huyện Minh Hoá nằm ở phía tây bắc của tỉnh Quảng Bình, có vị trí địa lý:
- Phía đông và phía bắc giáp huyện Tuyên Hóa
- Phía tây giáp nước bạn Lào với đường biên giới dài khoảng 89 km
- Phía nam và đông nam giáp huyện Bố Trạch.

Huyện Minh Hóa có diện tích 1.394 km², dân số năm 2019 là 50.670 người, mật độ dân số đạt 36 người/km².
Từ thành phố Đồng Hới, có thể đến huyện Minh Hóa bằng hai con đường: Con đường thứ nhất từ Đồng Hới chạy theo Quốc lộ 1 về thị xã Ba Đồn, sau đó chạy theo Quốc lộ 12A lên Minh Hóa; con đường thứ hai chạy theo đường Hồ Chí Minh, xuất phát từ Cộn chạy hướng Bắc khoảng 120 km là tới nơi, con đường này hấp dẫn khách du lịch với các địa danh một thời lững lẫy trong chiến tranh như: đèo Đá Đẽo, ngầm Rinh, Khe Ve, đèo Mụ Giạ,...

## Lịch sử
Vùng đất huyện Minh Hóa thời cổ có lẽ thuộc châu Quy Hợp phủ Lâm An xứ Nghệ An từ thời nhà Hậu Lê, (phủ Lâm An trước năm 1448 niên hiệu Thái Hòa thứ 5 đời vua Lê Nhân Tông là đất của vương quốc Bồn Man, sau đó thuộc nhà Lê, nằm ở tận cùng phía Tây xứ Nghệ, đến năm Minh Mạng thứ 9 (1828) nhà Nguyễn đổi tên thành phủ Trấn Tĩnh).
Năm 1826 (Minh Mạng thứ 7), nhà Nguyễn cho lấy 3 dũng là: dũng Lan, dũng Đỏ và dũng Châu của mán Lèo thuộc châu Quy Hợp phủ Lâm An trấn Nghệ An, do ở giáp ranh với phía Tây Quảng Bình (khi đó gọi là dinh Quảng Bình), chuyển sang thuộc vào dinh Quảng Bình (năm 1828 dinh Quảng Bình đổi thành trấn Quảng Bình). Phần đất này ngày nay thuộc huyện Minh Hóa và phía tây huyện Tuyên Hóa Quảng Bình.
Minh Hóa là "kinh đô" kháng chiến của phong trào Cần Vương do vua Hàm Nghi lãnh đạo chống thực dân Pháp (từ tháng 10-1885 đến tháng 11-1888).
Sau năm 1975, huyện Minh Hóa thuộc tỉnh Bình Trị Thiên, bao gồm 14 xã: Dân Hóa, Hóa Hợp, Hóa Phúc, Hóa Sơn, Hóa Thanh, Hóa Tiến, Hồng Hóa, Minh Hóa, Quy Hóa, Tân Hóa, Thượng Hóa, Trung Hóa, Xuân Hóa và Yên Hóa.
Ngày 11 tháng 3 năm 1977, huyện Minh Hoá sáp nhập vào huyện Tuyên Hóa.
Ngày 30 tháng 6 năm 1989, huyện Tuyên Hóa thuộc tỉnh Quảng Bình vừa được tái lập.
Ngày 1 tháng 6 năm 1990, huyện Minh Hóa được tái lập từ huyện Tuyên Hóa.
Ngày 11 tháng 8 năm 2000, thành lập thị trấn Quy Đạt, thị trấn huyện lỵ huyện Minh Hóa trên cơ sở 722 ha diện tích tự nhiên và 4.763 nhân khẩu của xã Quy Hóa, 15,8 ha diện tích tự nhiên và 137 nhân khẩu của xã Yên Hóa; 20,15 ha diện tích tự nhiên và 226 nhân khẩu của xã Xuân Hóa.
Ngày 21 tháng 4 năm 2003, thành lập xã Trọng Hóa trên cơ sở 18.712 ha diện tích tự nhiên và 2.492 nhân khẩu của xã Dân Hóa.
Ngày 1 tháng 2 năm 2020, sáp nhập xã Quy Hóa vào thị trấn Quy Đạt.
Ngày 1 tháng 12 năm 2024, sáp nhập 3 xã Hóa Phúc, Hóa Tiến và Hóa Thanh thành xã Tân Thành.
Huyện Minh Hóa có 1 thị trấn và 12 xã như hiện nay.

## Hành chính
Huyện Minh Hóa có 15 đơn vị hành chính cấp xã trực thuộc, bao gồm thị trấn Quy Đạt (huyện lỵ) và 12 xã: Dân Hóa, Hóa Hợp, Hóa Sơn, Hồng Hóa, Minh Hóa, Tân Hóa, Tân Thành, Thượng Hóa, Trọng Hóa, Trung Hóa, Xuân Hóa, Yên Hóa.

## Kinh tế - xã hội
Nông nghiệp:
- Giá trị sản xuất Nông nghiệp theo giá so sánh 2010: 199.358,5 triệu đồng
- Số trang trại chăn nuôi: 0
- Sản lượng lương thực có hạt: 9.856 tấn
- Sản lượng lúa: 4.221 tấn
- Sản lượng ngô: 5.635 tấn
- Sản lượng khoai lang: 1.118 tấn
- Sản lượng sắn: 7.298 tấn
- Diện tích cây hàng năm: 4.889 ha
- Diện tích cây lâu năm: 1.847,9 ha
- Số lượng trâu: 3.819 con
- Số lượng bò: 11.963 con
- Số lượng lợn: 20.312 con
- Số lượng gia cầm: 60.190 con.

Lâm nghiệp:
- Giá trị sản xuất lâm nghiệp theo giá hiện hành: 60.997,7 triệu đồng
- Diện tích rừng hiện có: 106.949,7 ha
- Diện tích rừng trồng mới tập trung: 413 ha.

Thủy sản:
- Giá trị sản xuất thủy sản: 5.460 triệu đồng
- Diện tích nuôi trồng thủy sản: 34,4 ha
- Sản lượng thủy sản: 171 tấn.

Tất cả các xã và hầu hết các tổ dân phố của thị trấn Quy Đạt đều thuộc chương trình 135 (xã nghèo).

### Giáo dục
Số trường mầm non: 19
- Công lập: 19.

Số giáo viên mầm non: 279
- Công lập: 279.

Số học sinh mầm non: 3.508
- Công lập: 3.508

Số trường học phổ thông: 36
- Tiểu học: 19
- Trung học cơ sở: 9
- Trung học phổ thông: 1
- Phổ thông cơ sở: 5
- Trung học: 2.

Số giáo viên phổ thông: 733
- Tiểu học: 403
- Trung học cơ sở: 238
- Trung học phổ thông: 92.

Số học sinh phổ thông: 8.526
- Tiểu học: 4.137
- Trung học cơ sở: 2.950
- Trung học phổ thông: 1.439.

Tỷ lệ học sinh tốt nghiệp trung học phổ thông:
- Số học sinh dự thi: 532
- Tỷ lệ tốt nghiệp: 100%.

### Y tế
Số cơ sở y tế nhà nước:
- Bệnh viện: 1
- Phòng khám khu vực: 1
- Trung tâm YTDP: 1
- Trạm y tế xã, Thị trấn: 16

Số giường bệnh:
- Bệnh viện: 95
- Phòng khám khu vực: 10
- Trạm y tế xã, phường, cơ quan, xí nghiệp: 69.

## Văn hóa - du lịch

### Văn hóa
Hàng năm vào hội rằm tháng 3 (15/3 âm lịch), còn gọi là hội chợ tình, nhân dân khắp các xã của huyện và người dân ở các huyện khác trong tỉnh tập trung về đây để thưởng thức không khí lễ hội nhộn nhịp với những trò chơi dân gian, những điệu hôi lên đằm thắm mượt mà, đặc sản cơm pồi và ốc đực, chè xanh và mật ong rừng của huyện... Bởi thế mới có câu ca: "Thà rằng đau ốm mà nằm. Chớ ai lại bỏ hội rằm tháng ba". Hiện nay huyện Minh Hóa có đời sống ổn định hơn nhờ các chính sách của Đảng cộng sản Việt Nam và chính phủ nước cộng hòa xã hội chủ nghĩa Việt Nam. Nhiều người dân đã biết làm giàu từ việc trồng rừng, chăn nuôi gia súc, phát triển nông nghiệp, tiểu thủ công nghiệp.
Minh Hóa đang trên đà phát triển đi lên cùng đất nước.
Du lịch thiên nhiên
Huyện Minh Hóa có nhiều điểm du lịch thiên nhiên khá nổi tiếng và hấp dẫn khách du lịch. Có thể kể ra như dưới đây.
- Thác Mơ Minh Hóa 17°51′45″B 105°52′21″Đ / 17,86261°B 105,872435°Đ ở xã Hóa Hợp
- Cửa khẩu Cha Lo và Đèo Mụ Giạ 17°40′40″B 105°46′01″Đ / 17,67791°B 105,766855°Đ
- Cổng Trời Dân Hóa 17°43′45″B 105°46′21″Đ / 17,729257°B 105,772583°Đ[12]
- Hang Rục Mòn hay Hang Poòng Yên Phú ở vùng đất thôn Yên Phú xã Trung Hóa 17°44′14″B 105°55′35″Đ / 17,737222°B 105,926389°Đ[13]
- Hang động Tú Làn ở xã Tân Hóa.

Du lịch lịch sử, tâm linh
+ Đình làng Kim Bảng và Hang lèn cây Quýt (Minh Hóa): Di tích đình Kim Bảng và Hang lèn Cây Quýt gắn liền với những sự kiện lịch sử sôi động hào hùng của tỉnh Quảng Bình và của dân tộc trong thời kỳ kháng chiến chống thực dân Pháp. Đặc biệt, nơi đây diễn ra sự kiện Đại hội đại biểu tỉnh Đảng bộ Quảng Bình lần thứ II vào ngày 19/5/1949.
+ Cha lo, Cổng trời, Đèo Mụ Giạ, Đồi 37, Bãi Dinh, La Trọng: là những trọng điểm ngày đêm địch liên tục đánh phá. Nơi đây có các kho chứa xăng dầu, các kho hàng trung chuyển, các công sự ngầm đúc bằng bê tông kiên cố. Bên cạnh là Đồn biên phòng Cha Lo, Tiểu đoàn 929 Bộ đội biên phòng, Tiểu đoàn 14 quân khu 4 chốt giữ để bảo vệ biên giới và an ninh khu vực. Đại đội 759 Thanh niên xung phong cũng đã từng trấn giữ đoạn đường này và đã được Đảng, Quốc hội, Chính phủ phong tặng danh hiệu đơn vị Anh hùng lực lượng vũ trang nhân dân. Anh hùng Nguyễn Viết Xuân đã hi sinh nơi đây.

## Giao thông
Huyện có đường Hồ Chí Minh, quốc lộ 12A, quốc lộ 15 chạy qua. Huyện có cửa khẩu quốc tế Cha Lo, là nơi giao thương với Lào.